# Volutella colletotrichoides
Volutella colletotrichoides är en svampart som beskrevs av J.E. Chilton 1954. Volutella colletotrichoides ingår i släktet Volutella och familjen Nectriaceae.   Inga underarter finns listade i Catalogue of Life.